# Gliese 229 Ac
Gliese 229 Ac è un pianeta extrasolare in orbita attorno alla stella Gliese 229, una nana rossa situata a 19 anni luce dal sistema solare, nella costellazione della Lepre. Scoperto nel 2020, si tratta del secondo pianeta del sistema, che comprende anche una nana bruna osservata direttamente negli anni novanta.

## Scoperta
Osservazioni con il telescopio spaziale Hubble nel 1995 portarono alla scoperta di Gliese 229 B, una delle prime nane brune conosciute, stelle fallite con una massa non sufficiente a innescare la conversione dell'idrogeno in elio e brillare quindi di luce propria. Nel 2014 era stato scoperto Gliese 229 Ab, probabilmente un gigante gassoso situato a quasi un'unità astronomica dalla stella.
Il sistema è stato studiato di nuovo nel 2020, combinando i dati dello spettroscopio UVES, dello spettrografo HARPS e di quello montato sui telescopi Magellano, e dello spettrometro HiRes dei telescopi Keck; con il metodo della velocità radiale è stato scoperto un altro esopianeta con una massa minima di 8 masse terrestri.

## Caratteristiche
Gli autori dello studio che ha portato alla scoperta il pianeta affermano che si tratta probabilmente di una super Terra, anche se non essendo noto il raggio, e quindi la densità, non c'è la certezza assoluta che sia un pianeta roccioso; esiste la possibilità che se fosse poco denso sia un nano gassoso. Orbita nella parte più esterna della zona abitabile conservativa e dalle simulazioni al computer la sua orbita pare stabile per più di un milione di anni. Dista 0,34 UA dalla stella, in un periodo di 122 giorni, su un'orbita altamente eccentrica, la cui causa è probabilmente da ricercarsi nella presenza della nana bruna nel sistema.
La stella, a causa della sua bassa temperatura, irradia buona parte della sua energia nell'infrarosso, e tenendo conto anche di questa banda dello spettro elettromagnetico, ha una magnitudine assoluta bolometrica di + 7,96, e una luminosità di circa 0,05 L⊙. Alla distanza alla quale si trova il pianeta la temperatura di equilibrio risulta essere di 216 K, inferiore ai 255 K della Terra, tuttavia essendo il pianeta più massiccio della Terra è possibile che abbia trattenuto una consistente atmosfera in grado di creare un effetto serra, sufficiente per l'innalzamento della temperatura al di sopra del punto di congelamento dell'acqua (273 K o 0 °C).